# Fòrum Astúries
Fòrum Astúries (en castellà i oficialment Foro Asturias) és la denominació que utilitza al Principat d'Astúries el partit polític espanyol Fòrum de Ciutadans (en castellà: Foro de Ciudadanos, FAC). Va ser fundat el 18 de gener del 2011 com una escissió del Partit Popular del Principat d'Astúries. L'exministre Francisco Álvarez-Cascos és la figura impulsora d'aquesta iniciativa, en resposta a la impossibilitat de presentar-se com a candidat del Partit Popular a les eleccions autonòmiques d'Astúries del 2011.
A les eleccions autonòmiques del 22 de maig del 2011 va obtenir el 29,8% dels vots i 16 escons de 45 al parlament d'Astúries.

## Ideologia
L'article número 2 dels Estatuts estableix que "FORO es defineix com un partit reformista de dretes i amb vocació europea que proclama el reconeixement del civisme i del consens constitucional com a fonaments de la seua acció política, i que té com a objectiu essencial la liberalització dels serveis públics".

## Resultats electorals

### Junta General
| Any  | Líder                    | Vots    | %          | Escons  | +/– | Govern   |
| ---- | ------------------------ | ------- | ---------- | ------- | --- | -------- |
| 2011 | Francisco Álvarez-Cascos | 178,031 | 29.66 (#1) | 16 / 45 | 16  | Minoria  |
| 2012 | Francisco Álvarez-Cascos | 124,518 | 24.80 (#2) | 12 / 45 | 4   | Oposició |
| 2015 | Cristina Coto            | 44,480  | 8.19 (#5)  | 3 / 45  | 9   | Oposició |
| 2019 | Carmen Moriyón           | 34,687  | 6.52 (#6)  | 2 / 45  | 1   | Oposició |
| 2023 | Adrián Pumares           | 19,652  | 3.66 (#6)  | 1 / 45  | 1   | Oposició |